# Renormalizacija
Renormalizacija se v kvantni teoriji polja, statistični mehaniki in teoriji samopodobnih geometričnih struktur nanaša na zbirko tehnik, ki se uporabljajo za iskanje limite kontinuuma.
Pri opisovanju prostora in časa kot kontinuuma so nekatere statistične in kvantnomehanske konstrukcije slabo definirane. Za njihovo definicijo je treba pazljivo obravnavati limito kontinuuma.
Renormalizacija določa povezave med parametri v teoriji, ko se parametri, ki opisujejo na lestvicah velikih razdalj, razlikujejo od parametrov, ki opisujejo na majhnih razdaljah. Renormalizacijo so najprej razvili v kvantni elektrodinamiki (QED) da so imeli neskončni integrali v teoriji motenj fizikalni smisel. V začetku so nekateri njeni tvorci na njo gledali le kot verjetni, začasni postopek, kasneje pa so jo sprejeli kot pomembno, s samim sabo neprotislovno orodje na mnogih področjih fizike in matematike.
Glavna zamisel renormalizacije je v popravku izvirne Lagrangeeve funkcije v kvantni teoriji polja z neskončnim nizom protičlenov, označenimi s Feynmanovi grafi, ki pretvarjajo razvoj motenj v teoriji. V postopku renormalizacije motenj se protičlen v začetni Lagrangeevi funkciji uvede za vsako divergenco na Feynmanov diagram. V nekaterih primerih se lahko vse potrebne protičlene dobi s spreminjanjem parametrov, ki se pojavijo v izvirni Lagrangeevi funkciji. Spreminjanje parametrov in njihova zamenjava z divergentnimi vrstami je možno, ker niso opazljive količine kot druge končne fizikalne količine. Eden od problemov kateregakoli renormalizacijskega postopka je sistematična obravnava vgnezdenih in prekrivajočih divergenc v večzankastih diagramih.